# Mogens Binderup
Mogens Binderup er en dansk sanger, sangskriver, guitarist og producer. Han har bl.a. skrevet og produceret for Sanne Salomonsen ("Taxa" og "Hel igen"), James Sampson, Brødrene Olsen, Johnny Deluxe, Creamy, Small Talk og en række Dansk Melodi Grand Prix og MGP-artister. Derudover har han skrevet temaer til TV-programmerne Sangstjerner, Dagens mand og Elsk mig i nat.
Han sang kor på Aquas debutalbum Aquarium i 1997.
I 2000 skrev ham sammen med sangerinden Jeanett Debb nummeret "House of Fire", der blev valgt som titelmelodi til den første sæson af Big Brother på TvDanmark i 2001. Senere fulgte et helt album fra Jeanett Debb, med titlen "Virtualize" på Sony Music.
I 2009 fremførte popgruppen Sukkerchok sangen "Det' det" til Dansk Melodi Grand Prix, som er produceret og skrevet af bl.a. Mogens Binderup. I 2007-udgaven skrev han James Sampsons "Say You Love Me" og Annette Heicks "Copenhagen Airport" og i 2008 Lasse Lindorff med "Hooked on You"